# 福田源三郎
福田 源三郎（ふくだ げんざぶろう、安政4年11月22日（1858年1月6日） - 大正10年（1921年）9月7日）は、明治時代から大正時代の郷土史家。菱州と号した。大書『越前人物志』を著し、福井史研究の礎となった。

## 人物
安政4年11月22日（1858年1月6日）、旧福井城下の新片町（現・福井市春山2丁目）に、扇や能装束を手掛ける老舗「高田屋玉雪堂」の福田藤三郎の長男として生まれる。家は資産家で、幼少より学問諸芸に親しみ、23歳のとき、橘曙覧の高弟・河津直入に師事し、国学を学ぶ。また、福井藩儒・伴閑山の下でも学問を修めた。
扇子製造業を営む傍ら、郷土先人の研究を行い、『新田義貞伝』『柴田勝家伝』『由利公正伝』などを著す。また、福田の代表的著作に『越前人物志』があり、これは「越前における歴史人物の研究の最初」と評価されている。
大正10年（1921年）、65歳で没した。

## 越前人物志
古代から1909年までに没した福井の歴史的人物630余人を収録した大著で、1910年に刊行された。源三郎は家督を継いだ1885年(明治18年）頃、本書刊行を決めて研究を進めていたが、1902年に起こった市内の火事に巻き込まれて、長年収集してきた資料や草稿の大半を焼失、残った原稿をもとに執筆を再開し、1904年に上京。1909年に大正天皇（当時皇太子）が北陸に行啓したことから、福井出身の東宮侍医・橋本綱常が福井人物伝の献上を計画、同郷の医学博士・土肥慶蔵の推薦と実業家・山本条太郎の資金援助を受け、源三郎が完成させた。